# San Miguel Xoxtla
San Miguel Xoxtla är en ort i Mexiko.   Den ligger i kommunen San Miguel Xoxtla och delstaten Puebla, i den sydöstra delen av landet, 90 km öster om huvudstaden Mexico City. San Miguel Xoxtla ligger 2 202 meter över havet och antalet invånare är 10 089.
Terrängen runt San Miguel Xoxtla är en högslätt. Runt San Miguel Xoxtla är det tätbefolkat, med 709 invånare per kvadratkilometer. Närmaste större samhälle är Puebla de Zaragoza, 18,1 km sydost om San Miguel Xoxtla. Omgivningarna runt San Miguel Xoxtla är en mosaik av jordbruksmark och naturlig växtlighet.